# Саппоро (префектура)
Префектура Саппоро (яп. 札幌県 Саппоро-кэн) — упразднённая префектура, располагавшаяся на острове Хоккайдо с 1882 по 1886 год. Административный центр префектуры — город Саппоро.

## История
В 1882 году по завершении десятилетнего план Комиссии по развитию Хоккайдо были образованы три префектуры Нэмуро, Саппоро и Хакодатэ. В отличие от других префектур за пределами Хоккайдо, ассамблеи префектур и уездные администрации не были официально созданы в этих трёх префектурах из-за удобства продолжения выполнения обязанностей Комиссии и низкой плотности населения.
Единственным губернатором префектуры был Тёсё Хиротакэ.

## География
Крайняя северная точка префектуры мыс Соя, крайняя восточная — граница уезда Токати и префектуры Нэмуро, крайняя южная — мыс Эримо, а крайняя западная — мыс Камуи.

## Административно-территориальное деление
Провинции:
- Исикари
- Тэсио
- Токати
- Хидака
- 9 уездов провинции Сирибэси:
  - Иванай
  - Фуру
  - Сякотан
  - Бикуни
  - Фурубира
  - Ёити
  - Осиёро
  - Такасима
  - Отару
- 7 уездов провинции Ибури:
  - Абута
  - Усу
  - Муроран
  - Хоробэцу
  - Сираой
  - Юфусу
  - Титосэ
- 4 уезда провинции Китами:
  - Соя
  - Эсаси
  - Рисири
  - Рэбун